# Le Prix de la magie
Le Prix de la magie (titre original : A Resurrection of Magic) est une série de romans fantastiques écrite par Kathleen Duey. Prévue comme une trilogie, la série ne comporte que deux livres : L'Épreuve et Le Choix. Elle a été finaliste du prestigieux prix anglophone du National Book Award.

## Histoire
Cette série a la particularité d'alterner entre les chapitres deux narrateurs : le premier, « Hahp », un garçon raconte à la première personne du singulier, tandis que les aventures du second personnage principal, « Sadima », une fille, sont racontées par un narrateur externe.

### L'Épreuve

#### Hahp
Issu d'une famille de riches, Hahp, garçon d'une quinzaine d'années (onze ans au début du livre), est détesté par son père qui les bats sa mère et lui. Un jour, son père décide de l'envoyer dans une académie pour magiciens. Connaissant la réputation de cette académie dont personne ne revient, il tente plusieurs fois de se suicider sur le chemin, sans avoir le courage. Il découvre alors l'académie sombre au creux d'une falaise, il fait aussi la connaissance de ses 10 futurs camarades, mais après avoir quitté sa mère avec regret, il ne risquera pas de se faire des amis puisque tout entraide est interdite, et son camarade de chambre ne pense qu'à étudier. Il va devoir vivre dans des dédales labyrinthesques et insalubres. Très vite, d'autres problèmes s'ensuivront: ils ne pourront pas manger s'ils ne savent pas maîtriser les pouvoirs du joyau et quatre de ses camarades mourront. De plus les magiciens épient le moindre de leur gestes.
Sadima
Jeune fille fermière Sadima habite à Ferne avec son père et son frère Miach. À sa naissance sa mère meurt alors qu'une magicienne était censée la sauver et celle-ci s'enfuit avec le peu d'objets de valeur de la famille. Cet évènement attire la haine de Miach et de son père envers les magiciens. Un jour Sadima rencontre Franklin, un magicien, et que celui-ci lui demande de venir le voir à Limori la grande ville la plus proche en lui disant ce qu'elle n'a jamais dit à personne, qu'elle a un don, entendre les pensées des animaux. Mais ce n'est que trois ans plus tard à la mort de son père qu'elle ira le rejoindre et que commencera sa réelle aventure...
Somiss et Franklin essaient de ressusciter la magie à l'aide de chansons que Sadima sera chargée de recopier, mais plus le temps avance plus Somiss emploi de moyen... 